# Estación de Balenyá-Els Hostalets
Balenyá-Els Hostalets es un apeadero ferroviario de la línea R3 de Rodalies Renfe de Barcelona situada en el núcleo de Els Hostalets de Balenyà, dentro del término municipal de Balenyá. Pertenece a la línea Barcelona-Ripoll por donde circulan trenes de la línea R3 del núcleo de Cercanías de Barcelona operados por Renfe Operadora. En 2021 fue utilizada por 63 204 usuarios, correspondientes a los servicios de cercanías.
Todos los trenes que circulan entre la estación de Vich y Francia prestan servicio como regionales cadenciados, por lo que el servicio de cercanías termina, a efectos tarifarios, en Vich.

## Situación ferroviaria
La estación se encuentra en el punto kilométrico 54,8 de la línea Barcelona-Vich-Ripoll, entre las estaciones de Centellas y Balenyá-Tona-Seva, a 547,40 metros de altitud.
El tramo es de vía única en ancho ibérico (1668 mm), con tensión eléctrica de 3 kV y alimentación por catenaria compensada. Esta configuración se mantiene entre las estaciones de Moncada-Bifurcación y Puigcerdá, tramo al que pertenece la estación.

## Historia
La estación fue abierta al tráfico ferroviario el 8 de julio de 1875 con la puesta en marcha del tramo de 40 km entre las estaciones de Granollers y Vich en la línea que pretendía unir Barcelona con San Juan de las Abadesas, desde Granollers, siendo inaugurada oficialmente el 12 de marzo de 1876. Las obras corrieron a cargo de la sociedad Maciá y Brocca, Esta empresa completó las obras desde febrero de 1871, siendo anteriormente iniciadas por la Compañía del Camino de Hierro del Norte de Cataluña. El retraso en la inauguración se debió a la tercera guerra carlista.
Posteriormente, en 1877, se constituye la sociedad del Ferrocarril y Minas de San Juan de las Abadesas (FMSJ) la cual, mediante subcontrata, iba a realizar el tramo entre Vich y Torallas, con la intención de finalizar la línea.
En 1880 se completó la línea hasta San Juan de las Abadesas, que conectaba las industrias barcelonesas con las minas del Pirineo. Sin embargo, la sociedad FMSJ dejó de hacerse cargo de sus líneas el 31 de diciembre de 1899, transfiriéndola a compañía Norte debido a problemas financieros, quedando disuelta FMSJ en los siguientes años.
En 1928 se electrificó la línea a una tensión de 1,5 kV. Por la estación circulaban las locomotoras de la serie 7000 de la compañía Norte, remolcando trenes desde Barcelona, No estaban autorizadas a circular, a pesar de que eran eléctricas, por la vía del Transpirenaico (línea Ripoll-Puigcerdá), siendo sustituidas en Ripoll por las populares locomotoras de la serie 1000 hasta Francia.
El estallido de la Guerra Civil en 1936 dejó la estación en zona republicana. Ante la nueva situación el gobierno republicano, que ya se había incautado de las grandes compañías ferroviarias mediante un decreto de 3 de agosto de 1936, permitió que en la práctica el control recayera en comités de obreros y ferroviarios. Con la llegada de las tropas sublevadas a Cataluña en 1939, Norte toma de nuevo el control de la empresa.
En 1941, tras la nacionalización del ferrocarril de ancho ibérico, las instalaciones pasaron a manos de la recién creada RENFE. En 1965 se elevó la tensión de la línea a 3 kV para unificarla con el resto de la red en Cataluña.
El tramo ferroviario entre Ripoll y San Juan se cerró el 1 de julio de 1980, perdiendo la estación la conexión con el sureste de la comarca de El Ripollés. Aunque se mantuvo un servicio alternativo de autobuses, el servicio quedó suprimido definitivamente el 1 de enero de 1985. El tramo desafectado se reconvirtió en la vía verde llamada Ruta del Hierro y del Carbón. En 1984 planeó sobre la línea Ripoll-Puigcerdá la amenaza de cierre, dentro del plan de clausura masiva de líneas altamente deficitarias, evitado por el carácter internacional de la línea.
Desde el 31 de diciembre de 2004 Renfe Operadora explota la línea mientras que Adif es la titular de las instalaciones ferroviarias. En 2013 se recreció el andén, elevándola a una altura de 68 cm respecto al carril.

## La estación
Se encuentra en el término municipal de Balenyà, al oeste del núcleo de Els Hostalets de Balenyà y a muy poca distancia de la carretera N-125a. La estación es un simple apeadero en curva a la derecha en kilometraje ascendente, con el andén lateral a la izquierda de la vía general. En dicho andén se ubica el edificio de viajeros, carente de valor histórico, con dos plantas y tejado a cuatro aguas. La planta baja alberga la cafetería, que también hace las funciones de venta de billetes, con una máquina de venta automática y una validadora de títulos de transporte.
El sistema de seguridad es de "Tren-tierra y ASFA". Entre las estaciones de Moncada-Bifurcación y Vich (tramo al que pertenece la estación) se dispone de Bloqueo Automático en Vía Única con Control de Tráfico Centralizado (BAU con CTC).

## Servicios ferroviarios
Por la estación circulan trenes de la línea R3 de Cercanías Barcelona. Sin embargo, aquellos que continúan más al norte de Vich, aún usando la misma denominación, circulan como regionales cadenciados y, por tanto, su tarifa corresponde a Media Distancia. Todos los servicios se realizan con material de Rodalies de Catalunya, normalmente prestados con la serie 447 de Renfe y en algunas ocasiones con trenes Civia. Los trenes entre Barcelona y Puigcerdá/Latour-de-Carol no efectúan parada en esta estación. Los horarios actualizados de Cercanías de Cataluña pueden descargarse en este enlace. El horario actualizado de la R3 puede consultarse en este enlace.
| << cabecera                    | < estación | línea | estación >        | cabecera >>                 |
| ------------------------------ | ---------- | ----- | ----------------- | --------------------------- |
| Rodalies de Catalunya de Renfe |            |       |                   |                             |
| Hospitalet                     | Centellas  |       | Balenyá-Tona-Seva | Vich Ripoll Ribas de Freser |